# Zellige

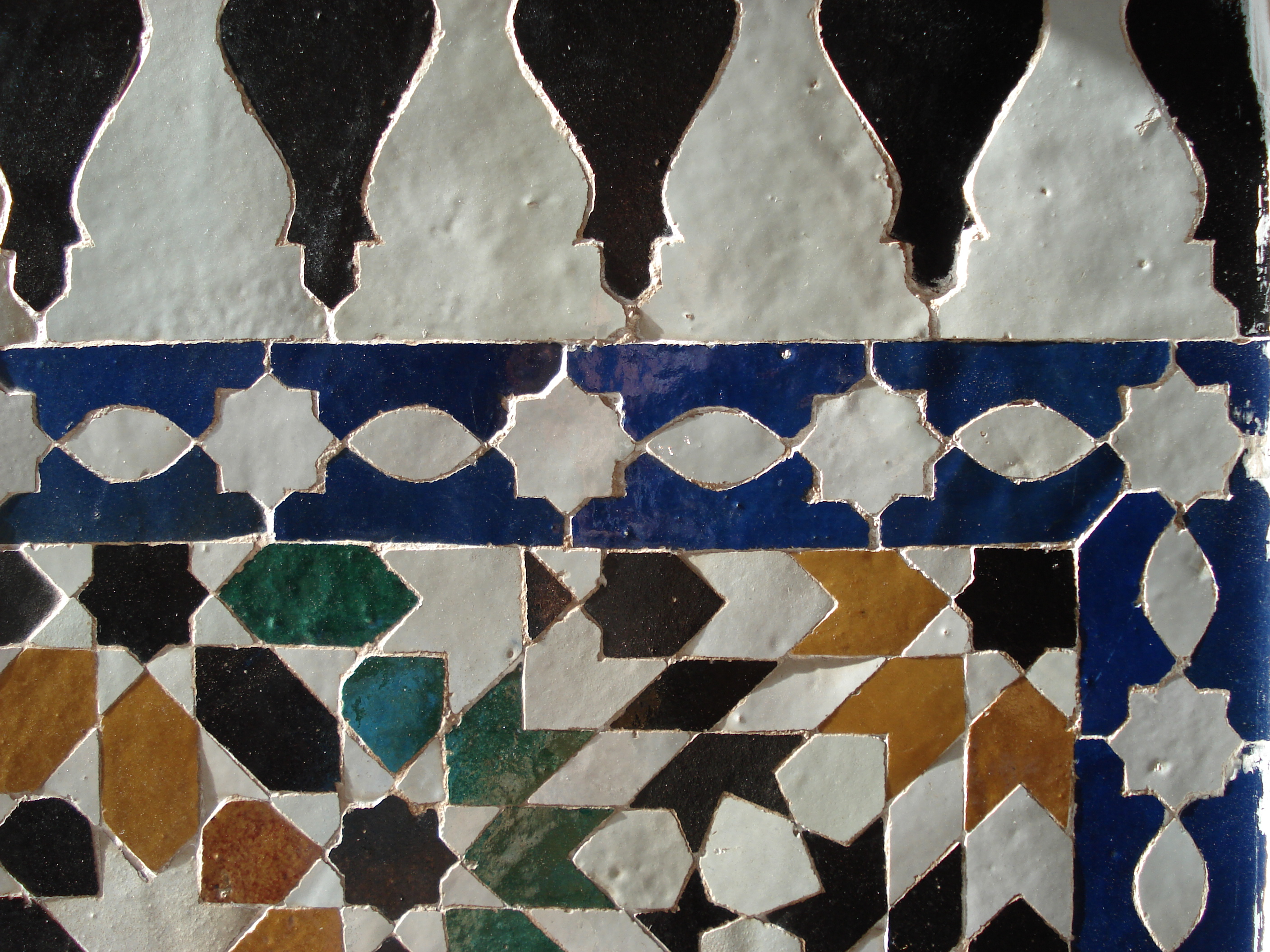
Detail van zellige

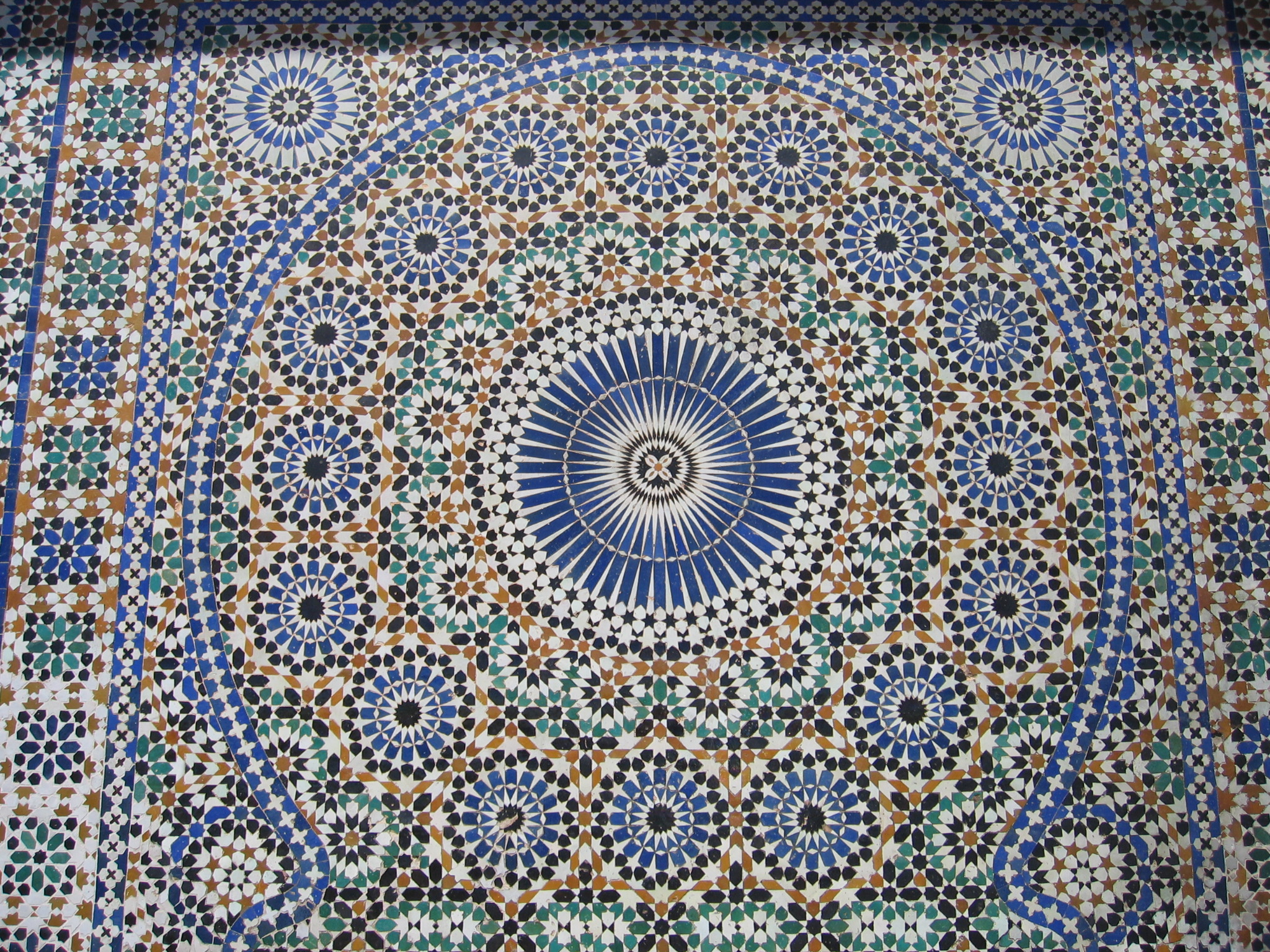
Zellige in Meknes

Zellige (of Zellij, Arabisch: الزليج ) is een kunstvorm, afkomstig uit Marokko en Andalusië, van mozaïek waarbij met veelkeurige tegels van geglazuurd terracotta geometrische patronen worden gevormd die vloeren en muren bedekken. Ook tafels en fonteinen worden met zelligewerk bekleed.
In de Moorse bouwkunst heeft zellige een hoge vlucht genomen. Belangrijke voorbeelden zijn te vinden in het Bahiapaleis in Marrakech en in het Alhambra in Granada.
Vaak is muur boven de zellige bedekt met gesneden stucwerk (qudad), dat weer overgaat in cederhouten versiering van het dak.